# Rhododendron davisianum
Rhododendron davisianum är en ljungväxtart som beskrevs av R.Milne. Rhododendron davisianum ingår i släktet rododendron, och familjen ljungväxter. Inga underarter finns listade i Catalogue of Life.